# Justine Pelmelay
Anneke Wilma „Justine“ Pelmelay (* 24. September 1958 in Leiden) ist eine niederländische Sängerin.

## Leben
Pelmelay, Tochter indonesischer Eltern kam in einer musikalischen Familie zur Welt. Sie war in jungen Jahren bei diversen Bands und Orchestern, oftmals als Backgroundsängerin. Beim Eurovision Song Contest 1988 begleitete sie den niederländischen Interpreten Gerard Joling im Background-Chor. Ein Jahr später war sie selbst an der Reihe. Sie vertrat die Niederlande beim Concours Eurovision de la Chanson in Lausanne mit der Popballade Blijf zoals je bent (dt.: Bleib wie du bist). Sie erreichte dort mit 45 Punkten den 15. Platz.
Sie blieb der Musik treu und veröffentlichte diverse Singles und Alben, darunter Anfang der 1990er Jahre zwei Alben zusammen mit Lonny Gerungan als Justine & Marlon. 1996 veröffentlichte sie mit dem Country-Sänger John Denver eine Fassung seines 80er-Jahre-Hits Perhaps Love (Liefde Is...). In den 2000er Jahren war sie neben Maggie MacNeal und Marga Bult Mitglied der Dutch Divas und ersetzte dabei Sandra Reemer. Alle Sängerinnen hatten zuvor die Niederlande beim Eurovision Song Contest vertreten.
Pelmelay war am 13. Januar 2012 geretteter Passagier der verunglückten Costa Concordia. Dieses Erlebnis verarbeitete sie in der Single De tijd stond stil sowie in der italienischen Version Il tempo si e fermato mit Antonello Tonna.
Darüber hinaus trat sie in den 2010er Jahren auf diversen Eurovisions- und Gay-Pride-Veranstaltungen auf. Im August 2021 überstand sie als Kandidaten die Blind Audition bei der niederländischen Version von The Voice Senior. Sie sang Last Dance von Donna Summer. In der Jury saß unter anderem Gerard Joling, der sich mit dem Buzzer für seine Kollegin entschied.